# Uta concinna
Uta concinna är en ödleart som beskrevs av  Mary Cynthia Dickerson 1919. Uta concinna ingår i släktet Uta och familjen Phrynosomatidae. Inga underarter finns listade i Catalogue of Life.
Enligt The Reptile Database är Uta concinna ett synonym till Uta stansburiana.

## Bildgalleri

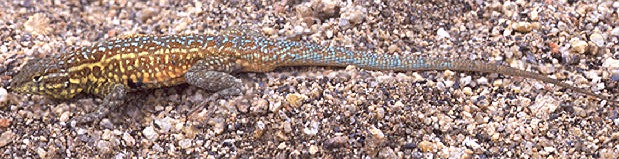
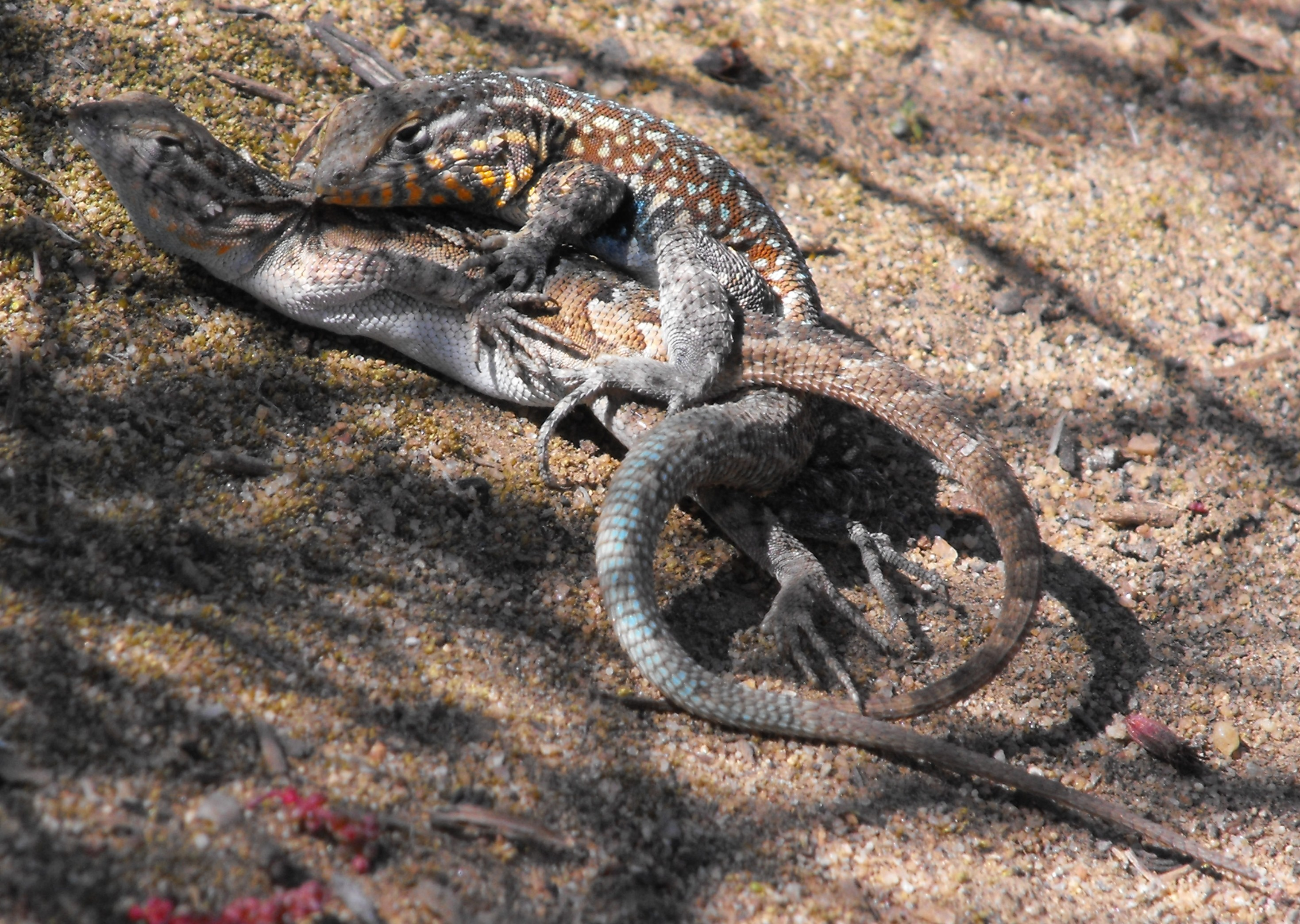